# Hayashi Tadamasa

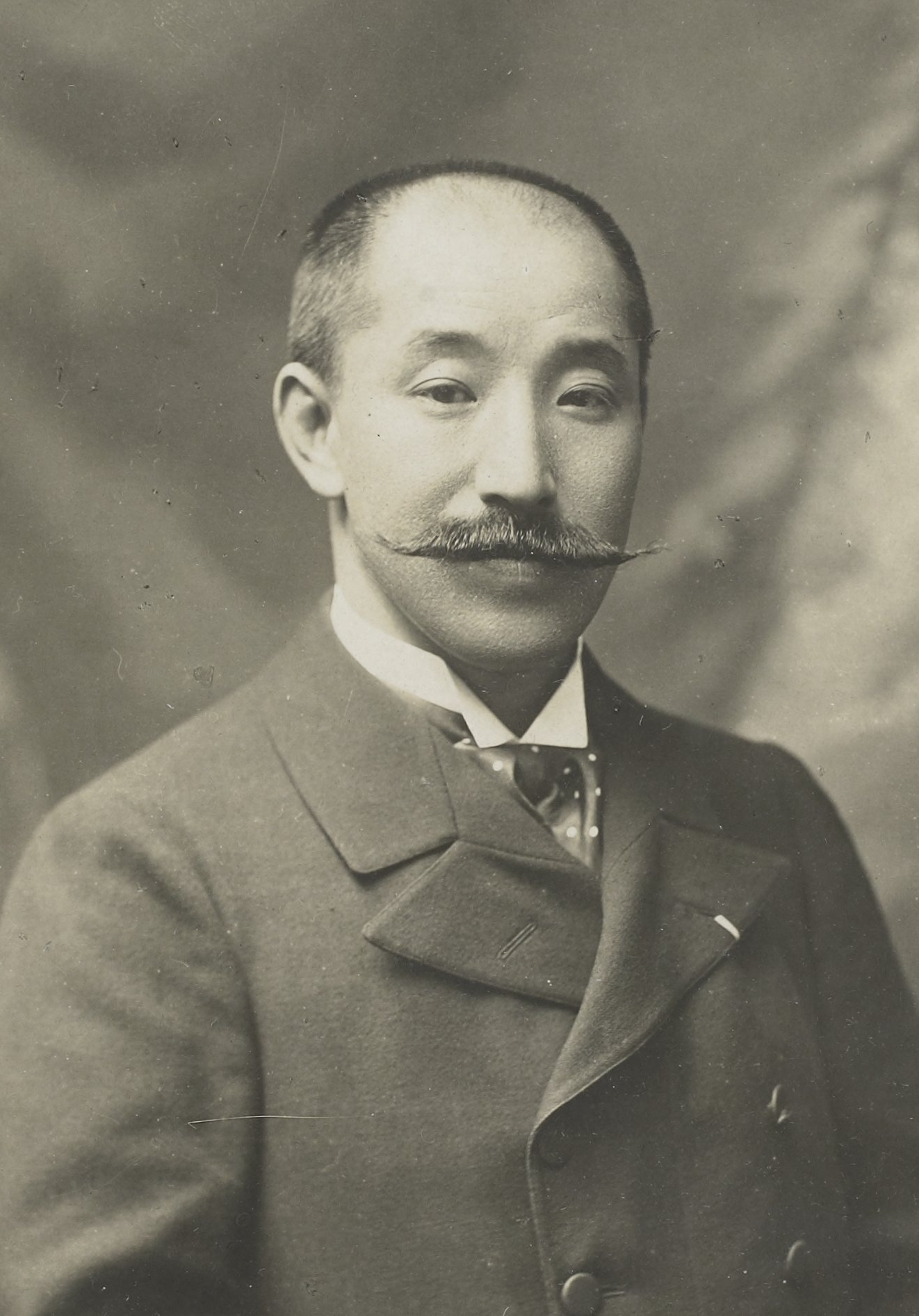
Hayashi Tadamasa lors de l’Exposition universelle de 1900.

Hayashi Tadamasa (林 忠正, 1853-1906) est un marchand d'art japonais qui a fait connaître en Europe l'art traditionnel japonais, comme l'ukiyo-e. 

## Biographie
Né d'une famille de médecins de Nagasaki, il est adopté alors qu'il est encore enfant par la famille Hayashi, une famille de samouraïs de l'aristocratie du domaine de Toyama.
Il s'inscrit à l'université de Tokyo et se rend à Paris en 1878 comme traducteur de la délégation japonaise à l'Exposition universelle de 1878.

## Rôle dans le japonisme et la connaissance de l'art japonais

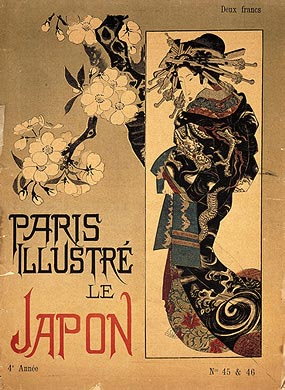
Couverture du Paris Illustré « Le Japon », vol. 4 mai 1886, no 45-46.

En tant qu'interprète et traducteur, Hayashi Tadamasa accompagne Wakai Kenzaburo, qui organise une exposition rétrospective d'art japonais, suivie de la vente d'un certain nombre d'objets. À cette occasion, Hayashi est introduit dans le cercle des japonisants, où il va jouer un rôle déterminant, aux dires même des collectionneurs.
Raymond Kœchlin dira de lui : « Hayashi fut, avec Bing, le plus intelligent intermédiaire entre le Japon et Paris. Ce sont eux qui nous révélèrent l'art véritable du Japon. Ils formèrent notre goût, et on les retrouve à l'origine de toutes nos belles collections ».
Hayashi est ensuite consulté et associé à la rédaction des premiers ouvrages en français traitant de l'art japonais.
Hayashi Tadamasa est un passeur de culture incontournable dans le Paris de la fin du XIXe siècle. Il arrive à Paris pour l’exposition universelle de 1878 en tant qu’interprète employé par la société Kiriu Kōsho ; il y rencontre Émile Guimet, Goncourt et Félix Régamey. Enchanté par la vie parisienne il s’installe à Paris et crée en 1883 avec Wakai Oyaji (Kenzaburô), une entreprise d’importation d’objets d’art extrême oriental et d’estampes japonaises, suivi par Iijima Hanjuro (Kyoshin), le biographe d'Hokusai. En 1890, il ouvre une boutique au 65 rue de la Victoire à Paris, qui devient un lieu de rencontre incontournable pour les amateurs d’art japonais. Ce magasin voit passer l’écrivain Edmond de Goncourt, les peintres Claude Monet et Camille Pissarro, ou encore le joaillier Vever. En onze ans d'activités et de voyages aller-retour au Japon, il recevra 218 livraisons, comptant notamment 156 487 estampes. Tadamasa est un expert international en art, mandaté dans toute l’Europe et aux États-Unis. Parmi ses clients et amis, nombreux sont ceux qui peuvent compter sur son aide : c’est avec son soutien, en lui procurant des traductions de textes japonais et d’innombrables renseignements, qu’Edmond de Goncourt publie en 1891 la première monographie consacrée au maître de l’estampe, Outamaro, puis en 1896 un ouvrage consacré à Hokusai. Louis Gonse, le directeur de la Gazette des beaux-arts, fait lui aussi appel à ses connaissances pour son livre intitulé L’art japonais.
Tadamasa participe également au commissariat japonais de l’Exposition universelle de Paris de 1889, dans la préparation de laquelle il est très impliqué. Dès 1886, il fait connaître aux Parisiens sa culture à travers un numéro spécial du Paris illustré. En 1900, il est commissaire général du pavillon japonais à l’Exposition universelle de Paris. Il peut ainsi réaliser son rêve : faire connaître au monde le véritable art japonais en présentant des trésors nationaux issus notamment de la collection personnelle de l'empereur Meiji. De retour au Japon en 1905, il meurt une année plus tard. Hayashi est aussi le premier collectionneur japonais de tableaux impressionnistes ; il expose sa magnifique collection dans un musée au Japon.
Hayashi Tadamasa fut un des mécènes de Paul Renouard, et sa collection de près de 200 gravures et dessins fit, à la mort de Hayashi Tadamasa, l’objet d’une donation par ses héritiers au Musée de la Maison Impériale de Tokyo (l’actuel Musée National de Tokyo).

## Sources